# Boels Ladies Tour 2015
De Boels Ladies Tour 2015 werd verreden van dinsdag 1 september tot en met zondag 6 september in Nederland. Het was de 18e editie van de rittenkoers, die valt in de UCI 2.1-categorie. De ronde telde zes etappes, inclusief een individuele tijdrit. De titelverdedigster, de Amerikaanse Evelyn Stevens nam niet deel.
Op 1 september werd de eerste etappe in 's-Heerenberg gewonnen door Jolien D'Hoore, die ook de tweede etappe in Tiel won. In de derde etappe bleven twee vluchters vooruit: Lauren Hall won van Marta Bastianelli. De vierde etappe was een tijdrit in Oosterhout, gewonnen door Lisa Brennauer, die daarmee de leiding overnam van D'Hoore. Brennauer won ook de sprint in de vijfde etappe in Gennep. Ze verzekerde zich van het eindklassement door haar derde plaats in de slotrit, die gewonnen werd door Thalita de Jong, die hierdoor het jongerenklassement won, met bijna vier minuten voorsprong op haar jongere zus Demi de Jong. Lucinda Brand finishte vijf van de zes etappes in de top vijf en won daarmee de puntentrui, met slechts vijf punten voor D'Hoore.

## Teams
Aan deze editie namen elf UCI-teams deel, vijf clubteams en de nationale selecties van België, Italië, Litouwen en de Verenigde Staten.
| Nrs.    | UCI-teams              |
| ------- | ---------------------- |
| 1-6     | Boels Dolmans          |
| 11-16   | Rabobank-Liv           |
| 21-26   | Wiggle Honda           |
| 31-36   | Velocio-SRAM           |
| 41-46   | Orica-AIS              |
| 51-56   | Bigla                  |
| 61-66   | Hitec Products         |
| 71-76   | Liv-Plantur            |
| 81-85   | Lotto Soudal Ladies    |
| 121-126 | Parkhotel Valkenburg   |
| 131-135 | Lensworld.eu - Zannata |

| Nrs.    | Clubteams en nationale selecties |
| ------- | -------------------------------- |
| 91-96   | Verenigde Staten                 |
| 101-106 | België                           |
| 111-116 | Italië                           |
| 141-146 | WV De Jonge Renner               |
| 151-156 | GRC Jan van Arckel               |
| 161-166 | Regioteam Zuid-Holland           |
| 171-175 | Litouwen                         |
| 181-186 | Regioteam Noord                  |
| 191-195 | NWVG Bathoorn                    |

## Etappe-overzicht
| etappe | datum       | start      | finish        | profiel             | afstand  | winnaar         | klassementsleider |
| ------ | ----------- | ---------- | ------------- | ------------------- | -------- | --------------- | ----------------- |
| 1e     | 1 september | Zeddam     | 's-Heerenberg | Vlakke rit          | 110,9 km | Jolien D'Hoore  | Jolien D'Hoore    |
| 2e     | 2 september | Tiel       | Tiel          | Vlakke rit          | 103,9 km | Jolien D'Hoore  | Jolien D'Hoore    |
| 3e     | 3 september | Tiel       | Tiel          | Vlakke rit          | 106,7 km | Lauren Hall     | Marta Bastianelli |
| 4e     | 4 september | Oosterhout | Oosterhout    | Individuele tijdrit | 11,4 km  | Lisa Brennauer  | Lisa Brennauer    |
| 5e     | 5 september | Gennep     | Gennep        | Vlakke rit          | 126,2 km | Lisa Brennauer  | Lisa Brennauer    |
| 6e     | 6 september | Bunde      | Valkenburg    | Heuvelrit           | 117,5 km | Thalita de Jong | Lisa Brennauer    |

## Etappe-uitslagen

### 1e etappe
| Dinsdag 1 september: Zeddam - 's-Heerenberg (110,9 km) |                   |               |          |
| Plaats                                                 | Naam              | Ploeg         | Tijd     |
| Winnaar                                                | Jolien D'Hoore    | Wiggle Honda  | 2u39'23" |
| 2                                                      | Lucy Garner       | Liv-Plantur   | z.t.     |
| 3                                                      | Lucinda Brand     | Rabobank-Liv  | z.t.     |
| 4                                                      | Trixi Worrack     | Velocio-SRAM  | z.t.     |
| 5                                                      | Christine Majerus | Boels Dolmans | z.t.     |

### 2e etappe
| Woensdag 2 september: Tiel - Tiel (103,9 km) |                   |               |          |
| Plaats                                       | Naam              | Ploeg         | Tijd     |
| Winnaar                                      | Jolien D'Hoore    | Wiggle Honda  | 2u34'41" |
| 2                                            | Lucinda Brand     | Rabobank-Liv  | z.t.     |
| 3                                            | Christine Majerus | Boels Dolmans | z.t.     |
| 4                                            | Trixi Worrack     | Velocio-SRAM  | z.t.     |
| 5                                            | Lucy Garner       | Liv-Plantur   | z.t.     |

### 3e etappe
| Donderdag 3 september: Tiel - Tiel (106,7 km) |                   |                  |          |
| Plaats                                        | Naam              | Ploeg            | Tijd     |
| Winnaar                                       | Lauren Hall       | Verenigde Staten | 2u42'08" |
| 2                                             | Marta Bastianelli | Italië           | z.t.     |
| 3                                             | Kirsten Wild      | Hitec Products   | + 0'22"  |
| 4                                             | Lucinda Brand     | Rabobank-Liv     | z.t.     |
| 5                                             | Christine Majerus | Boels Dolmans    | z.t.     |

### 4e etappe (ITT)
| Vrijdag 4 september: Oosterhout - Oosterhout (11,4 km) |                   |               |        |
| Plaats                                                 | Naam              | Ploeg         | Tijd   |
| Winnaar                                                | Lisa Brennauer    | Velocio-SRAM  | 14'38" |
| 2                                                      | Ellen van Dijk    | Boels Dolmans | + 02"  |
| 3                                                      | Trixi Worrack     | Velocio-SRAM  | + 15"  |
| 4                                                      | Lucinda Brand     | Rabobank-Liv  | + 22"  |
| 5                                                      | Alena Amjaljoesik | Velocio-SRAM  | + 25"  |

### 5e etappe
| Zaterdag 5 september: Gennep - Gennep (126,2 km) |                   |                |          |
| Plaats                                           | Naam              | Ploeg          | Tijd     |
| Winnaar                                          | Lisa Brennauer    | Velocio-SRAM   | 3u09'45" |
| 2                                                | Kirsten Wild      | Hitec Products | z.t.     |
| 3                                                | Jolien D'Hoore    | Wiggle Honda   | z.t.     |
| 4                                                | Amy Pieters       | Liv-Plantur    | z.t.     |
| 5                                                | Christine Majerus | Boels Dolmans  | z.t.     |

### 6e etappe
| Zondag 6 september: Bunde - Valkenburg (117,5 km) |                      |               |          |
| Plaats                                            | Naam                 | Ploeg         | Tijd     |
| Winnaar                                           | Thalita de Jong      | Rabobank-Liv  | 3u08'36" |
| 2                                                 | Elisa Longo Borghini | Wiggle Honda  | + 01"    |
| 3                                                 | Lisa Brennauer       | Velocio-SRAM  | z.t.     |
| 4                                                 | Lucinda Brand        | Rabobank-Liv  | + 02"    |
| 5                                                 | Ellen van Dijk       | Boels Dolmans | z.t.     |

## Eindklassementen

### Algemeen klassement
| Plaats      | Naam                 | Ploeg         | Tijd      |
| ----------- | -------------------- | ------------- | --------- |
| Oranje trui | Lisa Brennauer       | Velocio-SRAM  | 14u29'26" |
| 2           | Lucinda Brand        | Rabobank-Liv  | + 13"     |
| 3           | Ellen van Dijk       | Boels Dolmans | + 20"     |
| 4           | Thalita de Jong      | Rabobank-Liv  | + 23"     |
| 5           | Elisa Longo Borghini | Wiggle Honda  | + 40"     |
| 6           | Megan Guarnier       | Boels Dolmans | + 49"     |
| 7           | Amy Pieters          | Liv-Plantur   | + 52"     |
| 8           | Roxane Knetemann     | Rabobank-Liv  | + 1'10"   |
| 9           | Trixi Worrack        | Velocio-SRAM  | + 1'27"   |
| 10          | Annemiek van Vleuten | Bigla         | + 1'36"   |

### Puntenklassement
| Plaats      | Naam              | Ploeg         | Punten |
| ----------- | ----------------- | ------------- | ------ |
| Groene trui | Lucinda Brand     | Rabobank-Liv  | 81     |
| 2           | Jolien D'Hoore    | Wiggle Honda  | 76     |
| 3           | Christine Majerus | Boels Dolmans | 52     |

### Bergklassement
| Plaats    | Naam                | Ploeg            | Punten |
| --------- | ------------------- | ---------------- | ------ |
| Gele trui | Alena Amjaljoesik   | Velocio-SRAM     | 14     |
| 2         | Claudia Lichtenberg | Liv-Plantur      | 5      |
| 3         | Andrea Dvorak       | Verenigde Staten | 5      |

### Jongerenklassement
| Plaats      | Naam            | Ploeg         | Tijd      |
| ----------- | --------------- | ------------- | --------- |
| Blauwe trui | Thalita de Jong | Rabobank-Liv  | 14u29'49" |
| 2           | Demi de Jong    | Boels Dolmans | + 3'53"   |
| 3           | Anouska Koster  | Rabobank-Liv  | + 8'53"   |